# صوفيا كينيدي كلارك
صوفيا كينيدي كلارك (بالإنجليزية: Sophie Kennedy Clark)‏ هي ممثلة اسكتلندية ولدت في سنة 1990 في مدينة أبردين في اسكتلندا لعائلة فنية حيث أن والدتها هي مغنية وممثلة اسمها فيونا كينيدي وجدها هو مغني واسمه كالوم كينيدي، بدأت التمثيل في سنة 2010 ومثلت في فيلم الظلال الداكنة في سنة 2012 ومثلت في فيلم فيلومينا في سنة 2013 وفيلم شبق في سنة 2014 وفيلم الفتاة الدانماركية في سنة 2015.

## وصلات خارجية
- صوفيا كينيدي كلارك على موقع IMDb (الإنجليزية)
- صوفيا كينيدي كلارك على موقع قاعدة بيانات الأفلام العربية
- صوفيا كينيدي كلارك على موقع ألو سيني (الفرنسية)
- صوفيا كينيدي كلارك على موقع أول موفي (الإنجليزية)
- صوفيا كينيدي كلارك على موقع قاعدة بيانات الأفلام السويدية (السويدية)
- صوفيا كينيدي كلارك على موقع قاعدة بيانات الفيلم (الإنجليزية)
- صوفيا كينيدي كلارك على موقع كينوبويسك (الروسية)
- صوفيا كينيدي كلارك على قاعدة بيانات الأفلام على الإنترنت